# Sergej Prokofjev
Sergej Sergejevič Prokofjev (rusko Серге́й Серге́евич Проко́фьев, ukrajinsko Прокоф'єв Сергій Сергійович), ruski skladatelj in pianist, * 23. april 1891, Soncovka, Jekaterinburška gubernija, Ruski imperij (danes Soncivka, Donecka oblast, Ukrajina), † 5. marec 1953, Moskva, ZSSR.

## Življenje
Prokofjev je eden največjih ruskih skladateljev iz obdobja Sovjetske zveze. Z dovoljenjem Leninovega komisarja za kulturo Anatola Lunačarskega je med oktobrsko revolucijo leta 1918 odšel iz Rusije. Petnajst let je živel v tujini, najprej v Ameriki, nato pa v zahodni Evropi. Kljub sorazmerno uspešni karieri pianista in nespornemu skladateljskemu ugledu Prokofjev s svojo kariero ni bil zadovoljen. V Združenih državah je bil uspešnejši od njega Sergej Rahmaninov, v Franciji pa nikakor ni mogel preseči slave Igorja Stravinskega. Ustvarjalca Klasične simfonije, opere Zaljubljen v tri oranže, Skitske suite in znamenitih klavirskih koncertov je tudi vse bolj mučilo domotožje, ki so ga še podžigale njegove koncertne turneje v domovini. Prokofjev nikoli ni prelomil odnosov s sovjetskim režimom. Njegove skladbe so v Sovjetski zvezi pogosto izvajali in jih tudi uradno z odobravanjem sprejemali. V 30. letih 20. stoletja je postalo skladateljevo sodelovanje  z domovino tesnejše. Sovjetska oblast, ki je po prihodu Stalina na oblast leta 1927 zadušila umetniško svobodo in uvedla obvezno doktrino socialističnega realizma, je iz propagandnih razlogov potrebovala vrnitev izgubljenega sina. Dmitrij Šostakovič, ki je veljal za vodilnega v domovini živečega  ruskega skladatelja, je leta 1934 padel v nemilost. Prokofjev se je leta 1936 dokončno vrnil v domovino, vendar si je izgovoril več ugodnosti, predvsem prost izhod na koncertne turneje in umetniška potovanja na Zahod. V tem obdobju je tudi skomponiral vrsto del, ki se spogledujejo s socialističnim realizmom, kot ga je razumel Prokofjev. Oblast je na obljubo hitro pozabila in že leta 1938 so s pretvezo zadržali skladateljev potni list in mu tako elegantno preprečili potovanja v tujino. Tudi sodelovanje s tedanjimi vodilnimi agitpropovskimi umetniki, med katerimi velja omeniti v eni od kasnejših čistk umorjenega dramaturga Vsevoloda Mejerholda in znamenitega filmskega režiserja Sergeja Eisensteina, Prokofjeva v obdobju ždanovščine ni obvarovalo pred strupenimi napadi ovaduškega predsednika zveze sovjetskih skladateljev Tihona Hrenikova.

## Skladatelj o svojem kompozicijskem slogu
V svojem času je Prokofjev veljal za utelešenje vsega radikalno modernega v ruski glasbi. Svoj osebni stil je opisal tako: »Osnovni principi, ki sem jim sledil, so naslednji: klasicistični, ki izhaja iz mojega otroštva, ko mi je mama igrala na klavir Beethovnove sonate. Drugi princip je inovacija. Tretji element je toccata ali motorični element, četrti je lirični in peti je element groteske, ki bi ga lahko nadomestil z izrazom skercozen ali s tremi besedami: šala, smeh, posmehovanje.«

## Prokofjev inneoklasicizem
Ko govorimo o glasbenem neoklasicizmu, ne moremo mimo Sergeja Prokofjeva, saj bi bila lahko njegova dela sinonim za to umetniško smer. Tudi sam je v svojem razmišljanju o svojem lastnem skladanju dajal prednost klasičnemu elementu, kar vključuje jasnost oblike po zgledu komponistov iz obdobja klasicizma v 18.stoletju. Ljubezen do makro in mikro-arhitektonike glasbenih del svojih vzornikov se kaže v celotnem Prokofjevem opusu: v simfonijah, baletih, operah in klavirskih skladbah. Najbolj očiten primer je njegova simfonija št. 1, imenovana »Klasična simfonija« (1917), o kateri je dejal, da jo je skušal napisati tako, kakor bi to storil Mozart, če bi živel v 20. stoletju. Njegova opera Zaljubljen v tri oranže (1919) ne pozna kompliciranih harmonskih sklopov. Tudi v svojem morda najpomembnejšem baletu Romeo in Julija (1936) je njegova glasba v mejah tonalnosti. Z enostavnimi komponističnimi sredstvi, ki so dostopni širšemu krogu poslušalcev, uspe ustvariti najrazličnejša čustvena razpoloženja in odlično karakterizirati dogajanje.

## Prokofjev kot šahist
Prokofjev je bil najboljši šahist med skladatelji 20. stoletja in je bil kvalificiran tik pod nazivom šahovskega velemojstra. Šahovske prireditve je brez izjeme spremljal tako aktivno kot pasivno, tudi kot opazovalec ni zamudil nobenega dvoboja. Prijateljeval je s številnimi velemojstri, Capablanco, Botvinikom. Med njegove najzanimivejše dvoboje šteje sedem iger s slovitim violinistom Davidom Ojstrahom; poraženec je moral brezplačno prirediti koncert.

## Seznam najpomembnejših glasbenih del

### 7 simfonij in sinfonietta
- Sinfonietta v A duru, op. 5 (revidirana kot op. 48)
- Simfonija št. 1 »Klasična« v D duru, op. 25 (1916–1917)
- Simfonija št. 2 »Železo in jeklo« v d molu, op. 40 (1924)
- Simfonija št. 3 v c molu, op. 44 (1928)
- Simfonija št. 4 v C duru, op. 47 (1929–1930, ponovno napisana kot op. 112, leta 1947)
- Simfonija št. 5 v B duru, op. 100 (1944)
- Simfonija št. 6 v es molu, op. 111 (1947)
- Simfonija št. 7 v cis molu, op. 131 (1951–1952)
- 2 mladostni simfoniji (komponirani pred letom 1909)

### Dela za solo instrumente in orkester

#### Klavir
- Klavirski koncert št. 1 v Des duru, op. 10 (1911-12)
- Klavirski koncert št. 2 v g molu, op. 16 (1912–1913, ponovno napisan leta 1923)
- Klavirski koncert št. 3 v C duru, op. 26 (1917–1921)
- Klavirski koncert št. 4 v B, op. 53 (1931), za levo roko (posvečen Pavlu Wittgensteinu)
- Klavirski koncert št. 5 v G, op. 55 (1932)
- Klavirski koncert št. 6, op. 136 (1953), za 2 klavirja (nedokončan)

#### Violina
- Violinski koncert št. 1 v D, op. 19 (1916–1917)
- Violinski koncert št. 2 v g molu, op. 63 (1950–1951)

#### Violončelo
- Koncert za violončelo in orkester, e mol, op. 58 (1933–1938)
- Simfonični koncert za violončelo in orkester, e mol, op. 125 (1950–1952)
- Concertino za violončelo in orkester v g molu, op. 132 (1952) (eno različico je dokončal Dmitri Kabalevski, drugo Blok)

### Opere
- Maddalena, op. 13
- Kockar (po Dostojevskem), op. 24 (1915–1916, revidiran 1927)
- Zaljubljen v tri oranže, op. 33 (1919)
- Ognjeni angel, op. 37 (1919–1927)
- Semjon Kotko, op. 81
- Vojna in mir (po L. Tolstoju), op. 91
- Zgodba pravega moža, op. 117 (1947–1948)

### Baleti
- Ala i Lolli, op. 20
- Chout, op. 21
- Trapeze, op. 39 (znan tudi kot Kvintet, op. 39)
- Le Pas d'acier / Jeklena stopnija, op. 41
- The Prodigal Son, op. 46
- Na Dnjepru / Sur le Borysthene, op. 51
- Romeo in Julia, op. 64 (1935–1936) (odlomek)
- Pepelka, op. 87 (1940–1944)
- Zgodba kamene rože, op. 118

### Filmska glasba
- Poročnik Kiže,  aranžiran tudi kot orkesterska suita, op. 60 (1934)
- Alexander Nevski, (režiser Sergej Eisenstein), op. 78 (1938–1939) (tudi kot kantata)
- Ivan Grozni, (Sergej Eisenstein), op. 116
- Puškiniana (tudi Pikova dama), na Puškinovo predlogo, op. 70

### Zborovska dela
- Sedem, sedem jih je, op. 30
- Kantata ob 20. obletnici oktoberske revolucije, op. 74
- Pesmi naših dni, op. 76
- Balada neznanega fanta, op. 93
- Zimsko ognjišče, op. 122
- Na straži miru, op. 124

- Peter in volk, glasbena pravljica za otroke (za recitatorja in orkester), op. 67 (1936)

### Klavirska dela

#### Klavirske sonate
- Klavirska sonata št. 1 v f molu, op. 1 (1907-09)
- Klavirska sonata št. 2 v d molu, op. 14 (1912)
- Klavirska sonata št. 3 v a molu, op. 28 (1907–1917)
- Klavirska sonata št. 4 v c molu, op. 29 (1917)
- Klavirska sonata št. 5 v C duru, op. 38 (1923, ponovno napisana 1952-3 kot op. 135)
- Klavirska sonata št. 6 v A duru, op. 82 (1939–1940)
- Klavirska sonata št. 7 v B duru, op. 83 (1939–1942)
- Klavirska sonata št. 8 v B duru, op. 84 (1939–1944)
- Klavirska sonata št. 9 v C duru, op. 103 (1947)
- Klavirska sonata št. 10 v c molu, op. 137 (nedokončana) (1952)
- Klavirska sonata št. 11, op. 138 (nedokončana)
- 6 mladostnih sonat (nastalih pred letom 1909)

#### Ostale klavirske skladbe
- 4 klavirske skladbe, op. 3 (1907-08)
- 4 klavirske skladbe, op. 4 (1910-12)
- Toccata za klavir v d molu, op. 11 (1912)
- 10 skladb za klavir, op. 12
- Sarkazmi, 5 skladb za klavir, op. 17 (1912–1914)
- Visions Fugitives, (Mimobežnosti), 20 skladb za klavir, op. 22 (1915–1917)
- Zgodbe stare mame, op. 31 (1918)
- 4 klavirske skladbe, op. 32 (1918)
- 2 sonatini za klavir, op. 54 (1931–1932)
- Pensées, 3 skladbe za klavir, op. 62 (1933–1934)
- Glasba za otroke, 12 preprostih skladb, op. 65 (1935)

### Komorna glasba in druga instrumentalna dela

#### Godalni kvartet
- Godalni kvartet št. 1, h mol, op. 50
- Godalni kvartet št. 2, op. 96
- Uvertura na hebrejske teme, op. 34 (za klarinet, godalni kvartet in klavir)
- Kvintet, op. 39 (za oboo klarinet, violino, violo in kontrabas)

#### Skladbe za violino
- Violinska sonata št. 1 v f molu, op. 80
- Violinska sonata št. 2 v D duru, op. 94a (po Sonati za flavto, op. 94)
- Sonata za violino solo
- Sonata za 2 violini

- Sonata za flavto, op. 94
- Sonata za violončelo, op. 119
- Sonata za violončelo solo, cis mol, op. 134